# Judes Bicaba
Judes Bicaba (né en 1947 à Ouakara et mort le 19 août 2016 ) est un évêque catholique burkinabé. Il est l'évêque de Dédougou de 2005 à 2016.

## Biographie
Judes Bicaba est né en 1947 à Ouakara. Il est ordonné prêtre le 12 juillet 1975 pour le diocèse de Nouna-Dédougou. Après la division du diocèse, il passe au diocèse de Dédougou (en).
Le 4 juin 2005, le pape Benoît XVI le nomme évêque diocésain de Dédougou,. Le 1er octobre de la même année, il est consacré évêque Zéphyrin Toé. Il occupe cette fonction jusqu'à sa mort.
Il meurt le 19 août 2016 à Paris en France.